# Hypersthen
Hypersthen là một khoáng vật silicat tạo đá phổ biến thuộc nhóm pyroxen thoi. Nó được tìm thấy trong các đá mácma xâm nhập và một số đá biến chất ở dạng các hòn đá và thiên thạch sắt. Nó tạo một loạt dung dịch rắn với các khoáng vật enstatit và ferrosilit, có thành phần nằm ở giữa hai khoáng vật trên. Enstatit tinh khiết không chứa sắt, trong khi ferrosillit không chứa magnesi; hypersthen là tên gọi khi có mặt một phần đáng kể hai khoáng vật trên với công thức hóa học là (Mg,Fe)SiO3.